# المنصورة (الشاهل)

تعديل مصدري - تعديل

المنصورة هي إحدى قرى عزلة جانب الشام بمديرية الشاهل التابعة لمحافظة حجة، بلغ تعداد سكانها 186 نسمة حسب تعداد اليمن لعام 2004.